# طرخشقون متأخر
طرخشقون متأخر (الاسم العلمي:Taraxacum serotinum) هو نوع من النباتات يتبع جنس الطرخشقون من الفصيلة النجمية.